# Therese Sjögran
Therese Sjögran (* 8. April 1977 in Södra Sandby) ist eine ehemalige schwedische Fußballspielerin. Sie war mit 214 Länderspielen Rekordnationalspielerin ihres Landes, ehe sie im Juni 2021 von Caroline Seger abgelöst wurde.

## Karriere

### Vereine

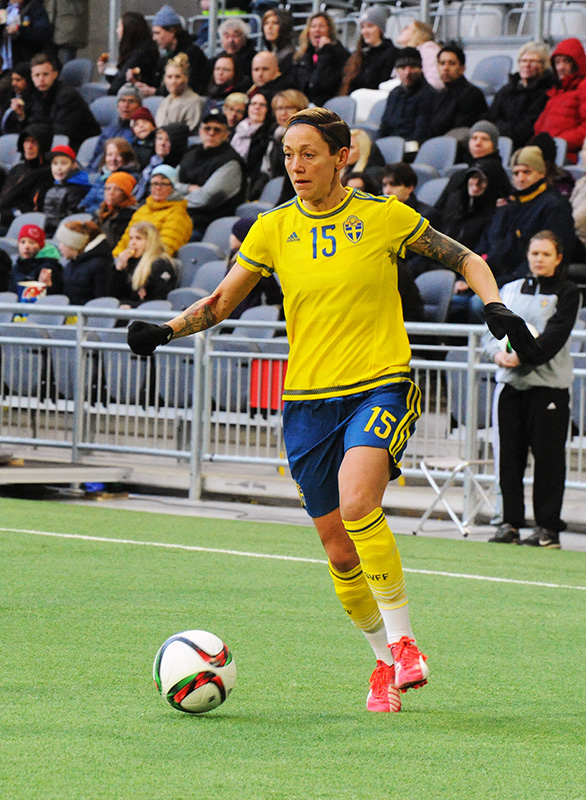
Therese Sjögran im Nationaltrikot beim Länderspiel gegen die Schweiz am 8. April 2015

Sjögran begann im Alter von sechs Jahren bei Harlösa IF mit dem Fußballspielen. Als Zwölfjährige schloss sie sich Verberöds AIF an, für die sie später in der Division 2 antrat. 1997 wechselte sie zu Wä IF in die Damallsvenskan und kam noch im selben Jahr zu ihrem Debüt in der schwedischen Nationalmannschaft. 2001 wechselte sie zum Ligakonkurrenten Malmö FF Dam, dem sie auch nach der Umbenennung in LdB FC 2007 treu blieb. Nach einem Abstecher zum Sky Blue FC in die USA kehrte sie 2011 zurück nach Malmö.

### Nationalmannschaft
Sjögran debütierte am 30. Oktober 1997 beim 1:3 gegen die USA in der Nationalmannschaft.
2001 nahm Sjögran mit der Nationalmannschaft an der Europameisterschaft in Deutschland teil und gewann nach einer Finalniederlage nach Golden Goal gegen Deutschland die Silbermedaille. Zwei Jahre später holte sie auch bei der Weltmeisterschaft in den USA – wiederum nach einer Finalniederlage nach Golden Goal gegen Deutschland – die Silbermedaille. Dabei kam sie auch im Endspiel zum Einsatz, als sie in der 53. Spielminute für Malin Andersson eingewechselt wurde. Bei den Olympischen Sommerspielen 2004 belegte sie mit der Landesauswahl den undankbaren vierten Platz. Bei der Europameisterschaft 2005 war sie im Aufgebot, als die schwedische Mannschaft im Halbfinale scheiterte. Sie gehörte auch zum Team bei der Weltmeisterschaft 2007, die Mannschaft schied damals jedoch bereits in der Vorrunde aus.
2007 wurde Sjögran als Nachfolgerin von Lotta Schelin als Schwedens Fußballerin des Jahres mit dem Diamantbollen ausgezeichnet. Drei Jahre später erhielt sie die Auszeichnung ein weiteres Mal.
Am 7. März 2011 stellte sie mit ihrem 166. Länderspiel den Rekord von Victoria Sandell Svensson ein und steigerte ihn am 9. März auf 167 Spiele. Für die WM 2011 wurde sie als älteste Spielerin des Kaders nominiert. Sie kam in allen drei Gruppenspielen zum Einsatz und erreichte mit Schweden ungeschlagen das Viertelfinale, in dem sie auf Australien traf. Dort erzielte sie bereits in der 11. Spielminute den 1:0-Führungstreffer und gab in der 16. Minute die Vorlage zum 2:0 durch Lisa Dahlkvist. Mit dem 3:1-Sieg wurde sowohl das Halbfinale gegen Japan erreicht, als auch die Qualifikation für die Olympischen Spiele in London. Im Halbfinale machte sie ihr 175. Länderspiel. Zwar ging Schweden nach 10 Minuten mit 1:0 in Führung, drei Tore der Japanerinnen verhinderten aber die zweite Finalteilnahme nach 2003. Am 16. Juli 2011 gewann sie mit der Mannschaft das Spiel um Platz 3 beim 2:1-Sieg über Frankreich.
Aufgrund einer Kreuzbandverletzung, die sie sich Ende Mai 2012 im Training zuzog, konnte sie nicht an den Olympischen Spielen 2012 teilnehmen. Nach ihrer Wiedergenesung gehörte sie in der Spielzeit 2013 zwar zu den regelmäßig eingesetzten Spielerinnen, bis Ende Juni stand sie jedoch nur in einem ihrer elf Ligaeinsätze in der Startelf. Dennoch nominierte sie Nationaltrainerin Pia Sundhage überraschend für die Europameisterschaftsendrunde 2013. Beim Testspiel gegen England am 4. Juli 2013 wurde sie zur zweiten Halbzeit eingewechselt und kam so zu ihrem 183. Länderspieleinsatz. Bei der EM-Endrunde wurde sie erstmals im dritten Gruppenspiel zur zweiten Halbzeit eingewechselt und in der 47. Minute führte eine ihrer Flanken zu einem Eigentor durch die italienische Abwehrspielerin Raffaella Manieri, wodurch Schweden mit 1:0 in Führung ging (Endstand 3:1). Im Halbfinale gegen Deutschland kam sie in der zweiten Halbzeit nochmals zum Einsatz, konnte dem Spiel aber keine Wende geben, so dass die schwedische Mannschaft erneut ein K.o.-Spiel gegen Deutschland verlor und ausschied.
Am 29. Oktober 2014 machte sie beim 1:2 gegen Deutschland als erste schwedische und dritte europäische Spielerin ihr 200. Länderspiel.
Im Mai 2015 wurde sie als älteste schwedische Spielerin für die WM 2015 nominiert. Sie war damit die erste Schwedin, die zum vierten Mal an einer WM-Endrunde teilnahm. Am 28. April 2015 teilte sie mit, dass sie ihre Karriere nach der WM beenden werde. Mit ihrem ersten Einsatz bei der WM wurde sie mit 15 Einsätzen alleinige WM-Rekordspielerin der schwedischen Mannschaft und steigerte ihn anschließend auf 18 Spiele. Im Achtelfinale gegen Deutschland kam sie beim 1:4 zu ihrem insgesamt 214. Länderspiel, womit sie den Europarekord der Deutschen Birgit Prinz einstellte, die seit der WM 2011 nicht mehr aktiv ist.
Nach ihrem Karriereende übernahm Sjögran das Amt als Sportdirektorin in Rosengård.

## Erfolge
- Vizeweltmeisterin 2003
- Dritte der Weltmeisterschaft 2011
- Vizeeuropameisterin 2001
- Schwedische Meisterin 2010

## Auszeichnungen
- Spielerin des Jahres in Schweden 2007 und 2010
- Mittelfeldspielerin des Jahres in Schweden 2007 und 2008[13]